# Foni Brefet
Foni Brefet – jeden z dystryktów Gambii położony w prowincji Western Division. W 2003 roku był zamieszkiwany przez 11 411 osób.

## Demografia
Z danych z 1993 roku wynika, że dystrykt był zamieszkiwany przez następujące grupy etniczne:
| Grupa etniczna      | liczba ludności | %     |
| ------------------- | --------------- | ----- |
| Mandinka            | 2225            | 29,46 |
| Fulbe               | 724             | 9,59  |
| Wolofowie           | 93              | 1,23  |
| Diola               | 3810            | 50,45 |
| Soninke             | 36              | 0,48  |
| inne grupy etniczne | 664             | 8,79  |